# Franco Forini
Franco Forini (Muralto, Ticino, Suiza; 22 de septiembre de 1958) es un expiloto de automovilismo suizo. Compitió en el Campeonato de Italia de Fórmula 3 entre 1981 y 1985, ganando el título en su último año en un Dallara-Volkswagen con el futuro equipo de Fórmula 1 Forti Corse, y terminando como finalista en el Gran Premio de Mónaco, carrera de apoyo de Fórmula 3 en el mismo año. Pasó a Fórmula 3000 en 1986 con poco éxito. Participó en tres Grandes Premios de Fórmula 1, debutando el 6 de septiembre de 1987. No anotó puntos en el campeonato.
Después de su breve paso por Fórmula 1, regresó a Fórmula 3 en 1988 y 1989 sin ningún otro éxito. Más tarde dirigió una empresa de transporte y envío en Minusio.

## Resultados

### Fórmula 1
(Clave) (negrita indica pole position) (cursiva indica vuelta rápida)

| Año     | Escudería            | 1   | 2   | 3   | 4   | 5   | 6   | 7   | 8   | 9   | 10  | 11      | 12      | 13      | 14  | 15  | 16  | Pos. | Puntos |
| ------- | -------------------- | --- | --- | --- | --- | --- | --- | --- | --- | --- | --- | ------- | ------- | ------- | --- | --- | --- | ---- | ------ |
| 1987    | Osella Squadra Corse | BRA | SMR | BEL | MON | USE | FRA | GBR | GER | HUN | AUT | ITA Ret | POR Ret | ESP DNQ | MEX | JPN | AUS | NC   | 0      |
| Fuente: |                      |     |     |     |     |     |     |     |     |     |     |         |         |         |     |     |     |      |        |